# Mahamat Ahmat Labbo
Mahamat Ahmat Labbo (ur. 21 lipca 1988 w Ndżamenie) – czadyjski piłkarz występujący na pozycji napastnika.

## Kariera klubowa
Labbo karierę rozpoczynał w 2007 roku we francuskim zespole Stade Lavallois z Championnat National. Zagrał tam w jednym meczu pierwszej drużyny, a potem został odesłany do rezerw. Występował w nich przez 3,5 roku. W 2011 roku odszedł do amatorskiego ES Bonchamp-les-Laval. Grał też w takich klubach jak: US Changé, ROC Charleroi-Marchienne, AS Bourny Laval, Stade Mayennais, Les Herbiers VF B i FC Portugais Cholet.

## Kariera reprezentacyjna
W reprezentacji Czadu Labbo zadebiutował 26 marca 2011 roku w przegranym 0:1 meczu eliminacji Pucharu Narodów Afryki 2012 z Botswaną. 8 października 2011 roku w spotkaniu tych samych eliminacji z Malawi strzelił pierwszego gola w drużynie narodowej.